# Speocyclops atropatenae
Speocyclops atropatenae is een eenoogkreeftjessoort uit de familie van de Cyclopidae. De wetenschappelijke naam van de soort is voor het eerst geldig gepubliceerd in 2010 door Monchenko.